# Michael Thomas (wide receiver)
Michael William Thomas Jr. (Los Ángeles, California, 3 de marzo de 1993) es un jugador profesional estadounidense de fútbol americano que juega en la posición de wide receiver y actualmente milita en los New Orleans Saints de la National Football League (NFL). Jugó al fútbol americano universitario en la Universidad Estatal de Ohio y fue seleccionado por los Saints en la segunda ronda del Draft de la NFL de 2016.
Thomas tiene el récord de la NFL de más recepciones para un jugador en sus primeras cuatro temporadas con 470, junto con la mayor cantidad de recepciones para un jugador en una sola temporada con 149. Lideró la liga en recepciones en las temporadas 2018 y 2019, mientras que también lideró la liga en recepción de yardas en la temporada 2019.

## Primeros años
Thomas asistió a la Taft High School en Woodland Hills, California. En su último año, tuvo 86 recepciones para 1,656 yardas con las que lideró al estado y 21 touchdowns para el equipo de fútbol americano Toreadors. Thomas fue clasificado por Rivals.com como un recluta de cuatro estrellas. Se comprometió con la Universidad Estatal de Ohio para jugar fútbol americano universitario.

## Carrera

### Universidad
Thomas jugó en 11 juegos estudiante de primer año en 2012. Tuvo tres recepciones para 22 yardas en ese año. Como estudiante de segundo año en 2013, Thomas fue parte del equipo reserva.
Thomas entró en su segunda temporada como reserva en 2014, pero finalmente asumió el rol de receptor abierto titular. Terminó la temporada liderando al equipo en recepciones con 54 para 799 yardas y nueve touchdowns. En las semifinales nacionales contra Alabama en el Sugar Bowl, tuvo siete recepciones para 66 yardas y un touchdown en la victoria.
En la victoria del College Football Championship Game de 2015 sobre Oregon, tuvo cuatro recepciones para 53 yardas. En la temporada 2015, tuvo 56 recepciones para 781 yardas y nueve touchdowns. El 5 de enero de 2016, anunció su intención de ingresar al Draft de la NFL de 2016.

### NFL

#### New Orleans Saints
El 29 de abril de 2016, Thomas fue seleccionado por los New Orleans Saints en la segunda ronda (47.ª selección global) del Draft de la NFL de 2016. Fue el sexto receptor abierto en ser seleccionado ese año.
El 9 de mayo de 2016, los Saints firmaron a Thomas con un contrato de cuatro años y $5.11 millones con $2.60 millones garantizados y una bonificación por firmar de $1.92 millones.
En su temporada como novato, Thomas registró 92 recepciones para 1,137 yardas y nueve touchdowns, estableciendo récords de la franquicia de los Saints para un novato en recepciones, yardas recibidas y touchdowns.
En 2017, Thomas fue nombrado para su primer Pro Bowl, luego de terminar la temporada con 104 recepciones para 1,245 yardas y cinco touchdowns. Sus 104 recepciones ocuparon la tercera posición en la NFL, y sus 196 recepciones en sus dos primeras temporadas en la liga fueron la mayor cantidad en la historia de la NFL, superando el set de 194 de Jarvis Landry establecido en 2015.
En 2018, Thomas terminó la temporada con 125 recepciones para 1,405 yardas y nueve touchdowns. Lideró la liga en recepciones y terminó sexto en la liga en yardas recibidas. También estableció el récord de la franquicia de los Saints en recepción de yardas, pasando las 1,399 yardas de Joe Horn establecidas en 2004. Fue nombrado para su segundo Pro Bowl consecutivo y fue nombrado al primer equipo All-Pro.
El 31 de julio de 2019, Thomas firmó una extensión de contrato por cinco años y $100 millones con $61 millones garantizados con los Saints. Esto convirtió a Thomas en el receptor abierto mejor pagado de la NFL en ese momento.
En 2019, Thomas terminó la temporada con un récord de la NFL de 149 recepciones para 1,725 yardas y nueve touchdowns. En la ronda de comodines de la NFC contra los Minnesota Vikings, atrapó siete pases para 70 yardas durante la derrota 26-20 en tiempo extra. El 1 de febrero de 2020, Thomas fue galardonado como Jugador Ofensivo del Año de la NFL por su desempeño durante la temporada 2019, convirtiéndose en el primer receptor abierto en ganar el premio desde Jerry Rice en 1993.
En 2020, en la Semana 1 contra los Tampa Bay Buccaneers, Thomas registró tres recepciones para 17 yardas antes de salir del juego debido a un esguince de tobillo. Estaba listo para regresar a la acción en la Semana 5 contra Los Angeles Chargers, pero el 11 de octubre de 2020, fue declarado inactivo para el juego por los Saints después de que golpeó a Chauncey Gardner-Johnson en la práctica. Thomas también fue multado con $58.823 por el equipo por el incidente.
Thomas regresó de una lesión en la Semana 9 contra los Buccaneers. Durante el juego, Thomas lideró al equipo con cinco recepciones para 51 yardas durante la victoria 38-3. En la Semana 11 contra los Atlanta Falcons, Thomas registró nueve recepciones para 104 yardas durante la victoria por 24-9. Este fue el primer juego de recepción de 100 yardas de Thomas de la temporada. Sin embargo, fue colocado en la reserva de lesionados el 19 de diciembre de 2020 debido a la prolongada lesión de tobillo, culminando la temporada con solo 40 recepciones para 438 yardas.
El 23 de julio de 2021, se reveló que Thomas se había sometido a una cirugía de tobillo el mes pasado, y fue incluido en la lista de incapacitados tres días después. El 3 de noviembre, se anunció que Thomas no regresaría durante la temporada 2021 debido a un revés con su lesión en el tobillo.

## Estadísticas generales
|  | Seleccionado al Pro Bowl                   |
|  | Seleccionado como Jugador Ofensivo del Año |

| Año   | Equipo | Juegos | Juegos | Recepciones        | Recepciones        | Recepciones        | Recepciones        | Recepciones        | Recepciones        | Acarreos           | Acarreos           | Acarreos           | Acarreos           | Acarreos           | Acarreos           | Balones sueltos    |
| Año   | Equipo | GP     | GS     | Rec                | Yds                | Avg                | Long               | TD                 | 1D                 | Att                | Yds                | Avg                | Long               | TD                 | 1D                 | Balones sueltos    |
| ----- | ------ | ------ | ------ | ------------------ | ------------------ | ------------------ | ------------------ | ------------------ | ------------------ | ------------------ | ------------------ | ------------------ | ------------------ | ------------------ | ------------------ | ------------------ |
| 2016  | NO     | 15     | 12     | 92                 | 1,137              | 12.4               | 46                 | 9                  | 62                 | --                 | --                 | --                 | --                 | --                 | --                 | 2                  |
| 2017  | NO     | 16     | 14     | 104                | 1,245              | 12.0               | 43                 | 5                  | 71                 | --                 | --                 | --                 | --                 | --                 | --                 | 0                  |
| 2018  | NO     | 16     | 16     | 125                | 1,405              | 11.2               | 72                 | 9                  | 82                 | --                 | --                 | --                 | --                 | --                 | --                 | 2                  |
| 2019  | NO     | 16     | 15     | 149                | 1,725              | 11.6               | 49                 | 9                  | 91                 | 1                  | -9                 | -9.0               | -9                 | 0                  | 0                  | 1                  |
| 2020  | NO     | 7      | 5      | 40                 | 438                | 11.0               | 24                 | 0                  | 25                 | 1                  | 1                  | 1.0                | 1                  | 0                  | 0                  | 0                  |
| 2021  | NO     | 0      | 0      | No jugó por lesión | No jugó por lesión | No jugó por lesión | No jugó por lesión | No jugó por lesión | No jugó por lesión | No jugó por lesión | No jugó por lesión | No jugó por lesión | No jugó por lesión | No jugó por lesión | No jugó por lesión | No jugó por lesión |
| Total | Total  | 70     | 62     | 510                | 5,950              | 11.7               | 72                 | 32                 | 331                | 2                  | -8                 | -4.0               | 1                  | 0                  | 0                  | 5                  |

Fuente: Pro-Football-Reference.com

## Vida personal
Thomas es cristiano. Es sobrino del exreceptor de la NFL Keyshawn Johnson.